# Цигановський
Цига́новський (рос. Цыгановский, марій. Сивикасола) — виселок у складі Гірськомарійського району Марій Ел, Росія. Входить до складу Пайгусовського сільського поселення.

## Населення
Населення — 44 особи (2010; 50 у 2002).
Національний склад (станом на 2002 рік):
- марі — 100 %